# Estación de Desierto-Baracaldo
Desierto-Baracaldo (en euskera y oficialmente según Adif Barakaldo), o simplemente Baracaldo, es una estación ferroviaria situada en el municipio español de Baracaldo, en la provincia de Vizcaya, comunidad autónoma del País Vasco. Forma parte de las líneas C-1 y C-2 de la red de Renfe Cercanías Bilbao operada por Renfe Operadora.

## Situación ferroviaria
La estación se encuentra en el punto kilométrico 8,3 de la línea férrea de ancho ibérico que une Bilbao con Santurce, a 12 metros de altitud. Es también el kilómetro cero de la línea Baracaldo-Musques.

## Historia
Fue inaugurada el 19 de marzo de 1888 con la apertura al tráfico del tramo Bilbao-Baracaldo de la línea que pretendía unir Bilbao con Portugalete.  Las obras corrieron a cargo de la Compañía del Ferrocarril de Bilbao a Portugalete. A finales de 1889, la estación fue enlazada con otra línea que dependía de la Diputación de Vizcaya y que era conocida como el Ferrocarril de Triano. Este trazado, nació con vocación industrial pero fue posteriormente adaptado al tráfico de viajeros. 
En 1923 la estación fue ampliada y reformada aunque se mantuvo la estructura original. En 1941, con la nacionalización del ferrocarril en España el recinto pasó a depender de RENFE que conservó la gestión hasta finales del 2004 cuando la compañía fue dividida en Renfe y Adif. En 2009 se semi-soterraron varios metros de vías férreas hasta el puente de Róntegui con capacidad para tres vías aunque solo haya instaladas dos.
Es la terminal de mercancías de la factoría ArcelorMittal Sestao, según el estudio informativo de la Variante sur ferroviaria de mercancías de Bilbao publicado a finales del 2015 con 24 circulaciones semanales en ambos sentidos. Aunque realmente la salida de mercancías está a casi 1,5 km de esta estación, frente a la estación de Sestao.

## Servicios ferroviarios

### Cercanías
Los trenes de la línea C-1 y C-2 de la red de Cercanías Bilbao que opera Renfe tienen parada en la estación. Entre semanas la frecuencia media es de un tren cada diez-quince minutos.
| procedencia/destino | < estación | Línea | estación > | destino/procedencia |
| ------------------- | ---------- | ----- | ---------- | ------------------- |
| Bilbao Abando       | Luchana    |       | Sestao     | Santurce            |
| Bilbao Abando       | Luchana    |       | Galindo    | Musques             |

## Accesos
- C/ Murrieta (salida C/ Murrieta)
- Plaza del Desierto (salida Plaza Desertu)

## Conexiones
- Bizkaibus Líneas A2326, A3115, A3122, A3131, A3136, A3137, A3144, A3141
- Kbus Línea 2